# 犹太国家基金

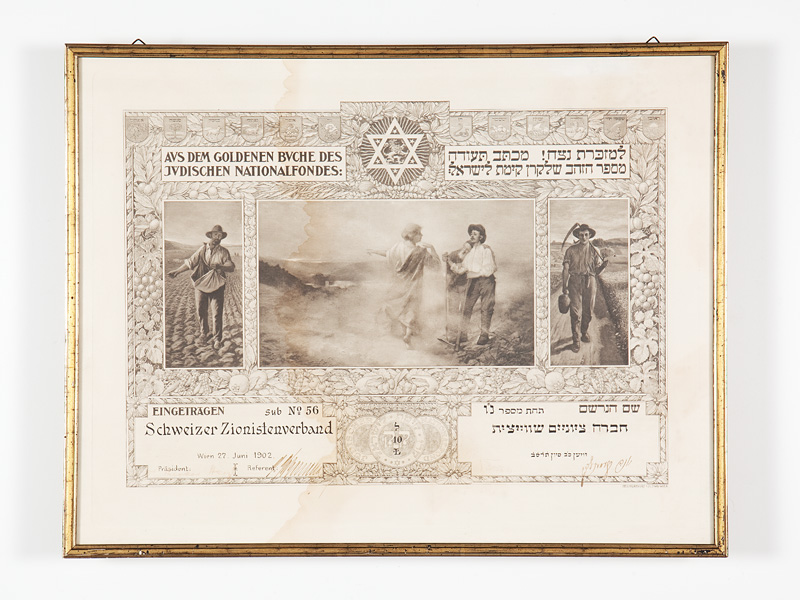
西奧多·赫茨爾和约翰·克列門列斯基签署的金书。在瑞士犹太博物馆的藏品。

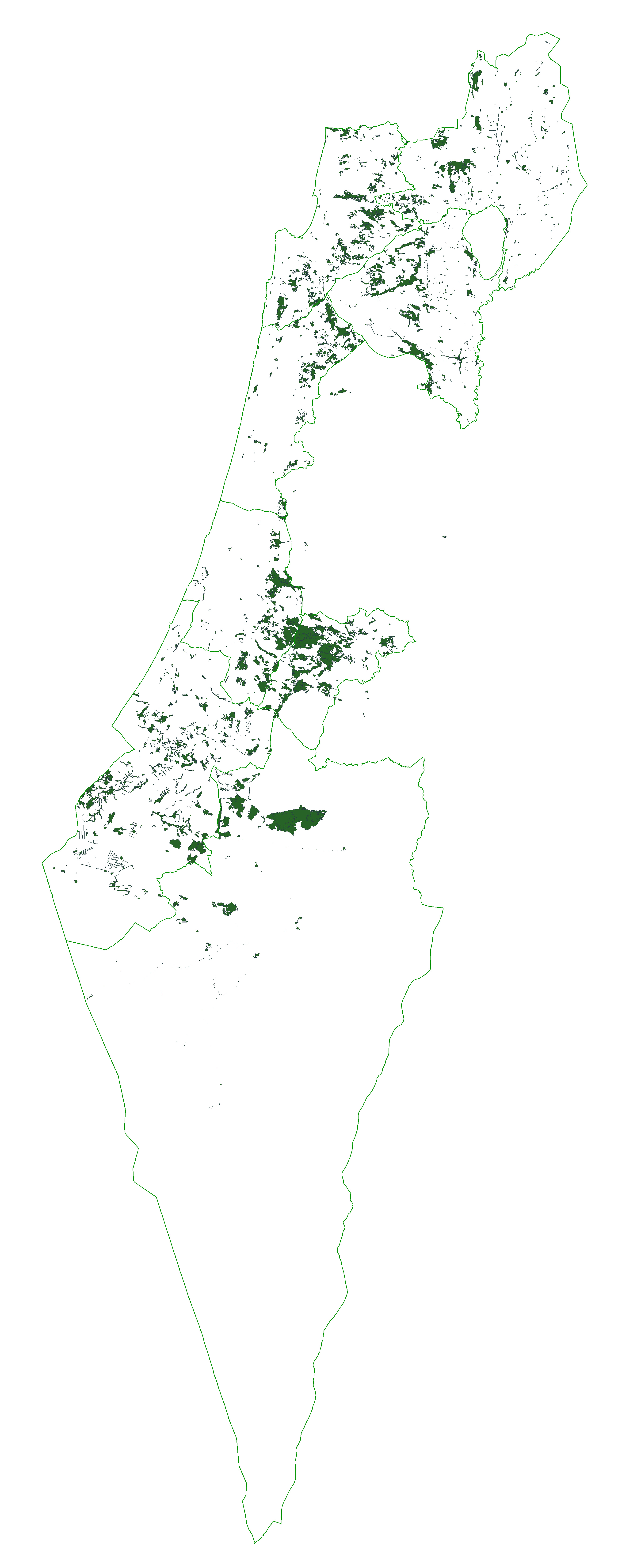
犹太民族基金会绘制的以色列人工林地图。

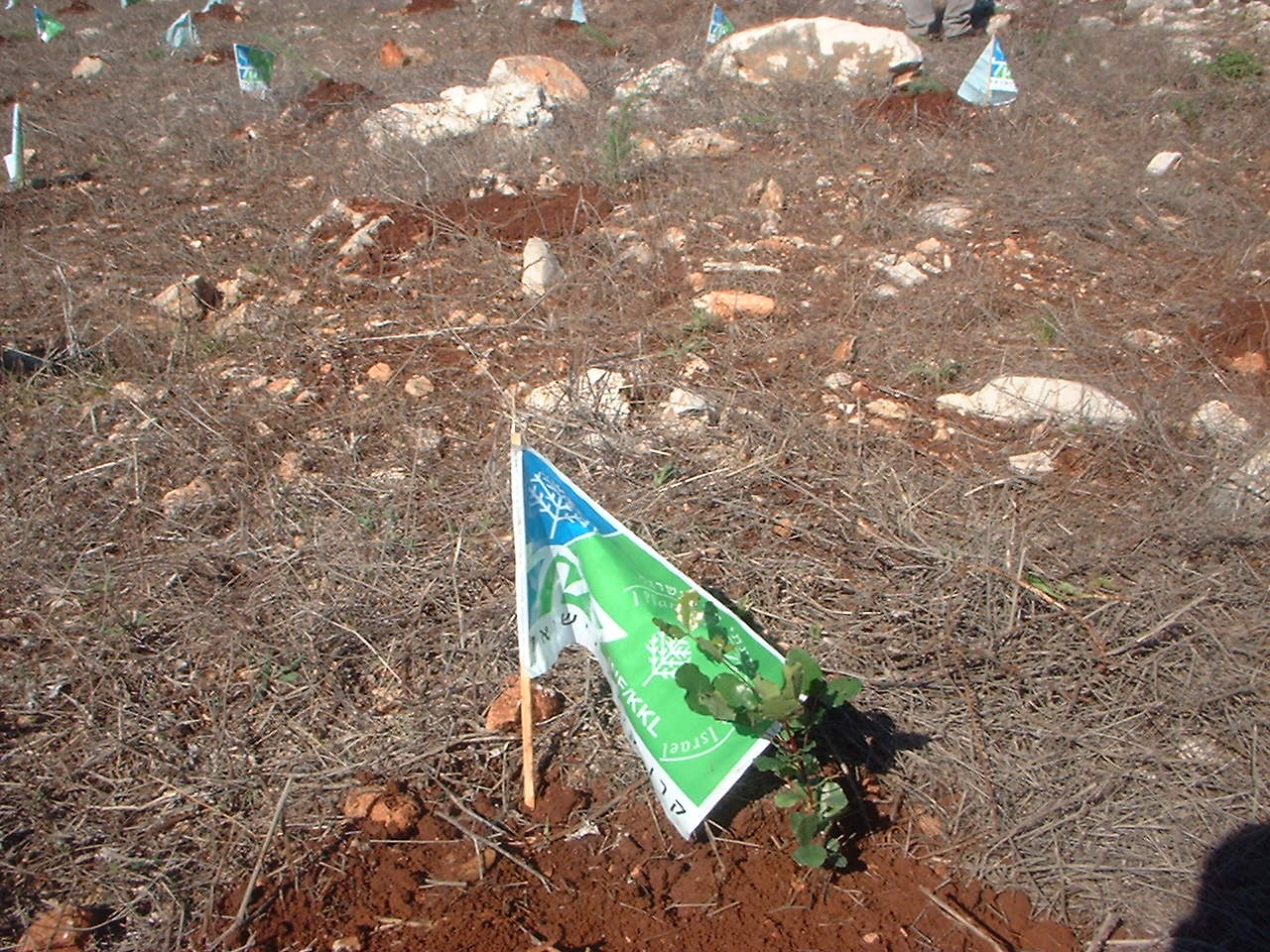
犹太民族基金会最近种植的树苗。

犹太國家基金（JNF, Keren Kayemet LeYisrael, 舊名：הפאנד הלאומי‬, Ha Fund HaLeumi）成立于1901年，是一个非营利组织。  JNF 致力為發展犹太人定居点购置和开发奥斯曼巴勒斯坦（及其後的巴勒斯坦託管地、以色列和巴勒斯坦领土）的土地。  至 2007 年，犹太國家基金拥有以色列13% 土地 。 JNF 表示，自成立以来，基金已在以色列种植超过 2.4 亿棵树木、修建 180 座水坝和水库、开发 250,000英畝（1,000平方） 的土地，并興建超過 1,000 个公园。 
2002 年，JNF 因其对以色列社会和国家的重大贡献而獲授以色列奖。  

## 名字
犹太國家基金的名字中Keren Kayemet 一詞来自猶太教經典米書拿。 在文章 Pe'ah（角落）(1:1) 列出了人們多行不同的善舉，能在今世享有奖励，亦在来世享有更大功德： hakeren kayemet lo l’olam haba 。 

## 历史

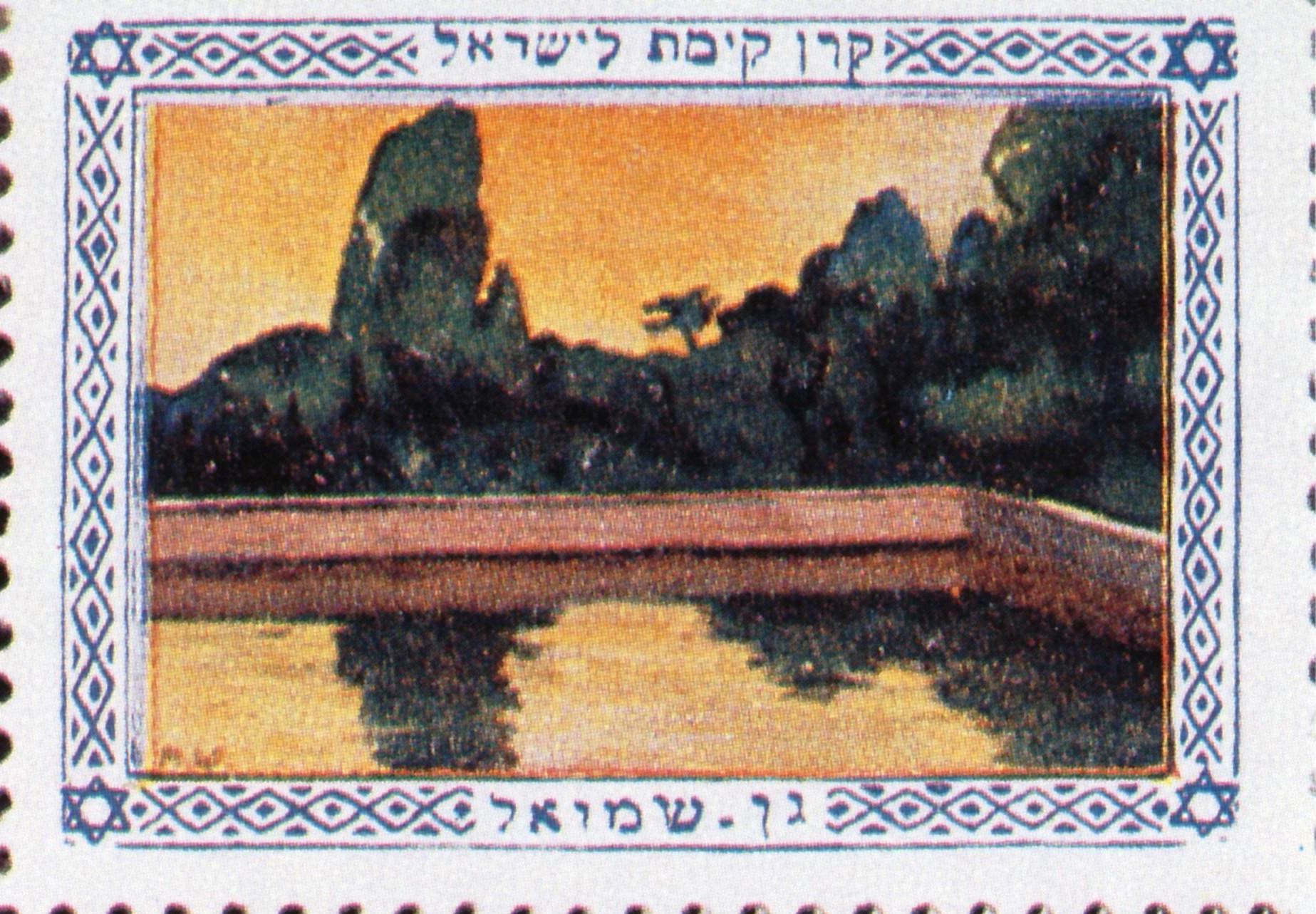
JNF 邮票，約 1915 年

1897 年，德国犹太裔数学教授赫尔曼·夏皮拉拉比在第一次錫安主義者大会上首次提出成立国家土地基金的想法。 一個名为 Keren Hakayemet 的基金（后来在英文中称为「犹太國家基金」）于 1901 年在巴塞尔举行的第五次錫安主义者大会上成立。早年，基金由犹太实业家约翰·克列門列斯基领导，集中在猶地亞和下加利利购置土地。 JNF 在1909 年特拉维夫新城的建立中发挥了核心作用。 「橄榄树基金」的成立标志着離散猶太人支持 JNF 植林工作的开展。蓝盒子（在意第绪语中称为pushke ）自成立以来一直是 JNF 的重要象征，連繫著以色列和離散猶太人之间的伙伴关系。在两次世界大战之间的时期，在世界各地的犹太家庭中找到约 100 万个蓝白色锡盒子。 从 1902 年到 1940 年代后期，JNF 出售邮票以筹集资金。1948 年 5 月，JNF 邮票短暂成為由託管地过渡至以色列國期间的官方邮票。 

### 奥斯曼时代
1903 年，JNF 獲得第一块位於哈代拉以东的土地，面積為 200 德南（0.2 平方公里），来自俄罗斯帝國维尔纽斯錫安主义领袖艾萨克·莱布·戈德伯格的饋贈。這块土地現已建成為橄榄树林。  1904 年和 1905 年，JNF 购置位於本谢门和加利利海附近的土地。 1921 年，JNF 拥有的土地达到 25,000 英亩（100 平方公里），到 1927 年增加到 50,000 英亩（200 平方公里）。 1935 年底，JNF 已拥有 89,500 英亩（362 平方公里）的土地，容纳 108 个犹太社区。 

### 託管地時期

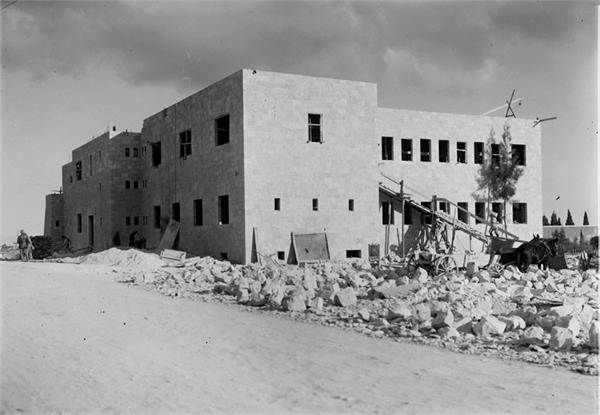
1938 年興建中的耶路撒冷 JNF 总部

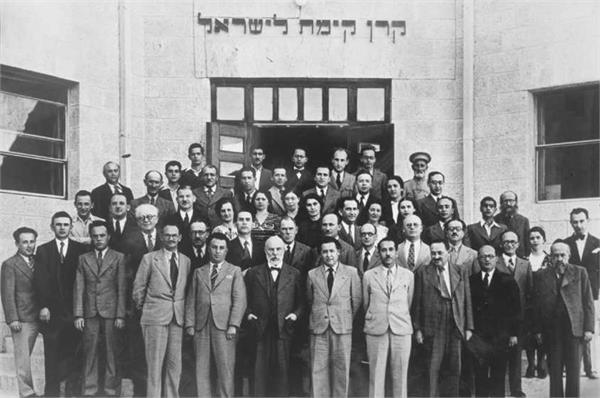
JNF 工作人员，1940年耶路撒冷

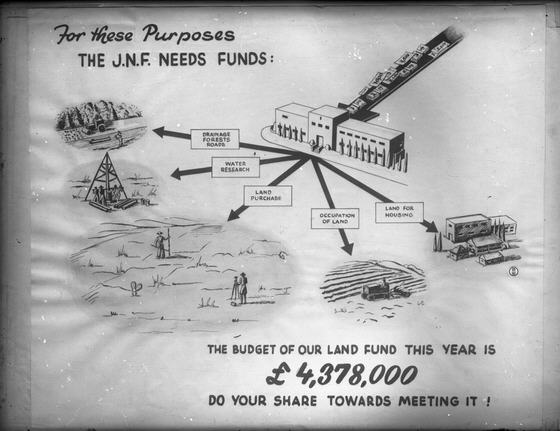
JNF 宣传品，1945年

1939 年，在勒斯坦託管地 10% 犹太人中生活在 JNF 的土地上。英国託管期结束时，JNF 持有的土地达 936 平方公里。 到 1948 年，JNF 拥有巴勒斯坦地区內犹太人拥有的 54% 土地， 或略低于当时被称为英国巴勒斯坦託管地的土地的 4%。 到以色列建国前夕，JNF 总共擁有936,000 德南（936 平方公里）的土地； 另有 800,000 德南（800 平方公里）則已被其他犹太组织或个人购置。  JNF 在託管地时期的大部分活动均由其定居點部门主管約瑟夫·魏茲所負責。
从一开始，JNF 的政策是长期租赁土地而不會出售土地。 JNF 在其章程中指出：「自从 1900 年代初在以色列地首次代表和为犹太人购置土地以来，JNF 一直為犹太人担任这些土地的受託人，发起和规划土地开发工作，使犹太人定居点得以由北部边界到沙漠边缘和南部的阿拉瓦上建立。” 

### 以色列国

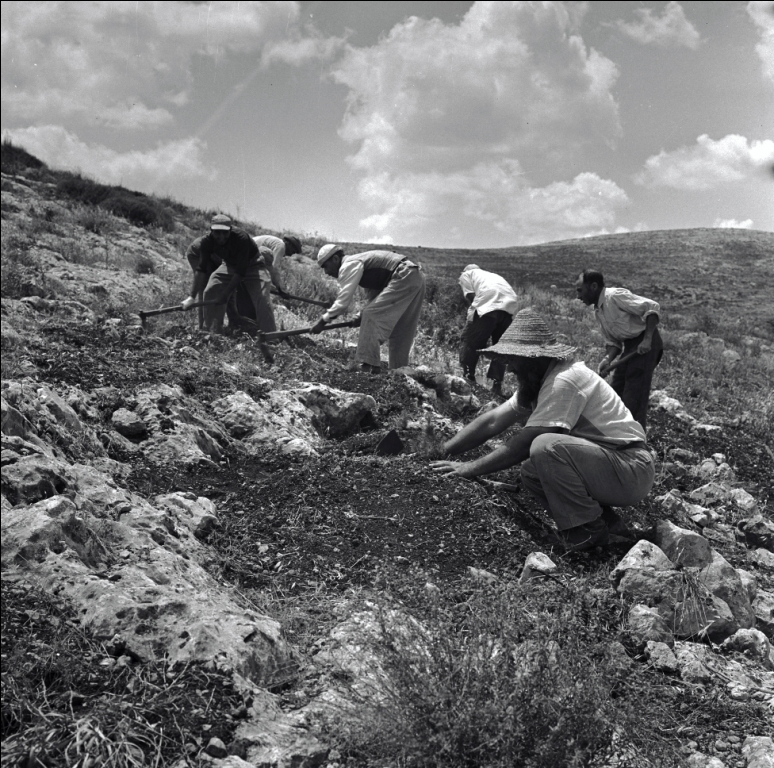
在基利波山脈植树，約 1960 年

1948年以色列建国后，政府开始将不在地出售给 JNF 。 1949 年 1 月 27 日，政府將1,000 平方公里的土地（从总共约 3,500 平方公里的土地) 以1100 万英镑的作价卖给 JNF 。1950 年 10 月，JNF 再購入另一片 1,000 平方公里的土地 。多年来，人们对这些交易的合法性提出了质疑，但以色列法例普遍支持 JNF 的土地主张。   
1953 年，JNF 解散并重组为一家以色列公司，名为Keren Kayemet LeYisrael (JNF-KKL)。 1960 年，JNF-KKL 將植林区以外的土地的管理权移交给新成立的政府机构以色列土地管理局(ILA)。 自此之後 ILA 负责管理以色列约 93% 的土地。  所有由 ILA 管理的土地都被定义为以色列土地；包括约 80% 由政府拥有的土地和约 13% 由 JNF-KKL 拥有的土地。  JNF-KKL 因而获得了提名 ILA 22 名董事當中的 10 名董事的权利，从而在该国家机构中发挥重要作用。
經過专注于發展这个年轻国家的中部和北部之后，JNF-KKL 从 1965 年左右开始支持内盖夫边界附近的犹太人定居点發展。 1967 年六日战争后，JNF-KKL 开始在以色列新占领的巴勒斯坦领土上开展工作。  

## 土地開拓工程
JNF 宪章註明为犹太人开拓土地是其主要目標。在 1980 年代，JNF 在近60,000英畝（240平方）  的土地上進行种植，开拓超过50,000英畝（200平方） 的耕地，并修建了数百英里的道路。面对水资源短缺和干旱，保護水土資源及建设大坝和水库亦顯得更為重要。
JNF 亦与国际干旱土地联盟合作，探索干旱地区和半干旱地区特有的问题和解决方案，致力于发展可持续的生态措施，以提高干旱地区人民的生活品质。 

### 植林

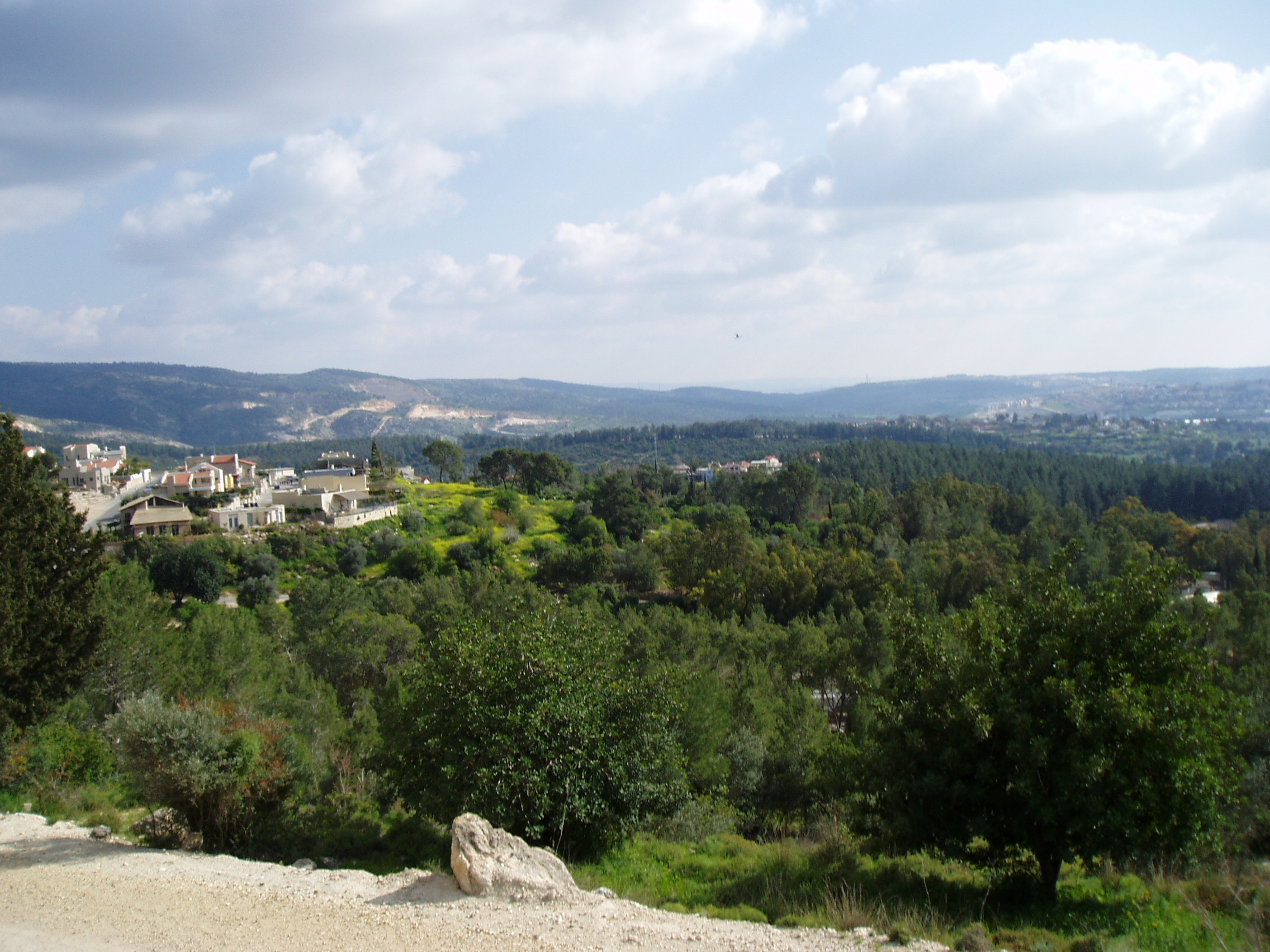
JNF种植的以實陶森林

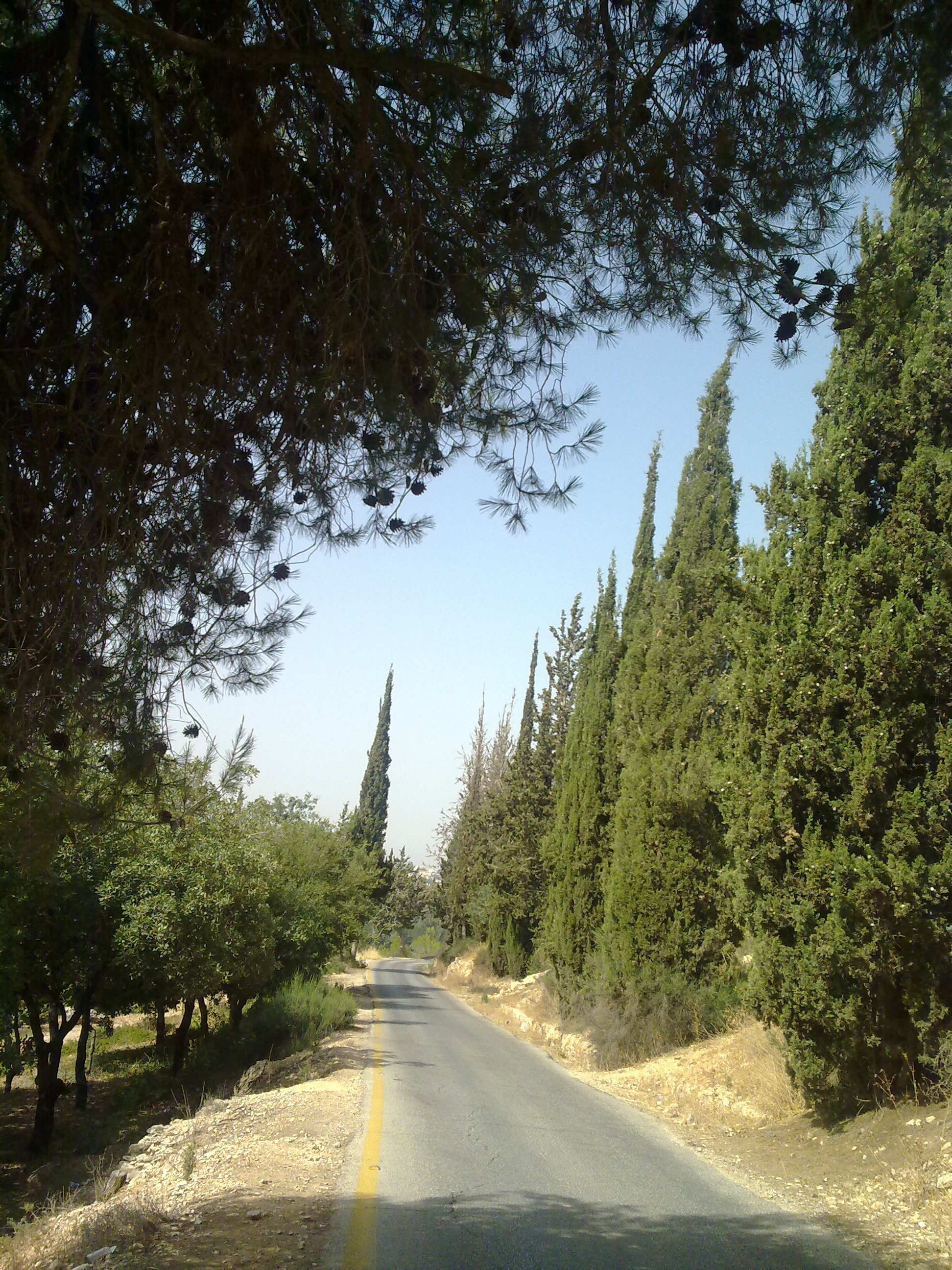
耶路撒冷森林

早期的 JNF 活跃于植林和开拓土地。至 1935 年，JNF 已在总面积 1,750 英亩（7.08 平方公里）的土地上植林和排干沼泽，如胡拉谷的沼泽。 五十多年来，JNF 种植了超过 2.6 亿棵树木，大部分种植在半干旱、多岩石和丘陵地带，这些地区的种植成本效益不高，土地退化风险很高。 农业部是以色列森林的官方监管机构，而 JNF 則负责植林和实施森林管理。  2006 年，JNF 与以色列政府签署了一份为期 49 年的租赁协议，管理内盖夫超过30,000公頃（300平方）  的土地，用于开发森林。  JNF 因种植不适合气候的非本地松树，而非橄榄树等本地树种而遭到批评。 另一方意見則指 JNF 的一决定值得称赞，否则森林将无法存活。 根据 JNF 的统计，在耶路撒冷 JNF 土地种植的每 10 棵树苗中有 6 棵无法存活，而在耶路撒冷以外的种植地点植物的存活率則高得多——接近 95%。以色列报纸Maariv 声称，工人每天都會移除树苗，让更多遊客在第二天种植，但 JNF 對此否认，并表示将起诉该报诽谤。 环境保护联盟批评 JNF 的植林行動「过度依赖高度易燃的松树」和过度使用有毒除草剂，政府和公众對 JNF 缺乏监督。 有意見指 JNF 建設的一些森林是出於保安原因而規劃，有些則是用作為以色列的生活空间劃界。 批评者认为，约旦河西岸以外的许多 JNF 土地是从巴勒斯坦难民中非法没收的，而且 JNF 更不应插手西岸的土地。  學者 Shaul Ephraim Cohen 声称种植树木是为了限制贝都因人的放牧活動。  作家 Susan Nathan 写道，這些森林是在1948 年战争后废弃的阿拉伯村庄遗址上建立， 橄榄树被松树和柏树所取代，這種 JNF 植林政策消除阿拉伯人 1948 年前在這些土地上生活過的痕迹。  2008 年，JNF 宣布會在 JNF 公园和森林中竖立牌匾記載過去阿拉伯村庄的歷史名字。 
自 2009 年以来，JNF 一直在協助巴勒斯坦政府为拉姆安拉以北的巴勒斯坦城市拉瓦比规划公园和其他市政设施。 JNF 为巴勒斯坦政府提供了 3,000 棵树苗，开发新城市边缘的森林地区。 

### 水資源保護
以色列的淡水供应依赖每年 50 天的季节性降雨，而自 1960 年至今，全國用水量已增加一倍。在 1980 年代末，JNF 執行了几个大型水資源保護项目。为了收集雨水建造水坝和水库，避免雨水流失到阿拉瓦谷、贝特谢阿姆谷的Reshafim 和迦特鎮附近的 Kedma 。JNF 亦在提姆纳河谷国家公园內建造了一个人工湖。 
目前，JNF 已在全国建造了 200 个水库，并计划在未来五年内再建造 30 个水库和濾水廠。  在过去十年，   JNF 已投资超过 1.1499 亿美元用于水库建设，使以色列的总储水量增加了 7%，达到130 × 106立方（34 × 109美制加侖） 。 JNF 亦参与了以色列各地的河流修复项目，例如 2003 年开始的亞歷山大河修复项目。

### 土地开发

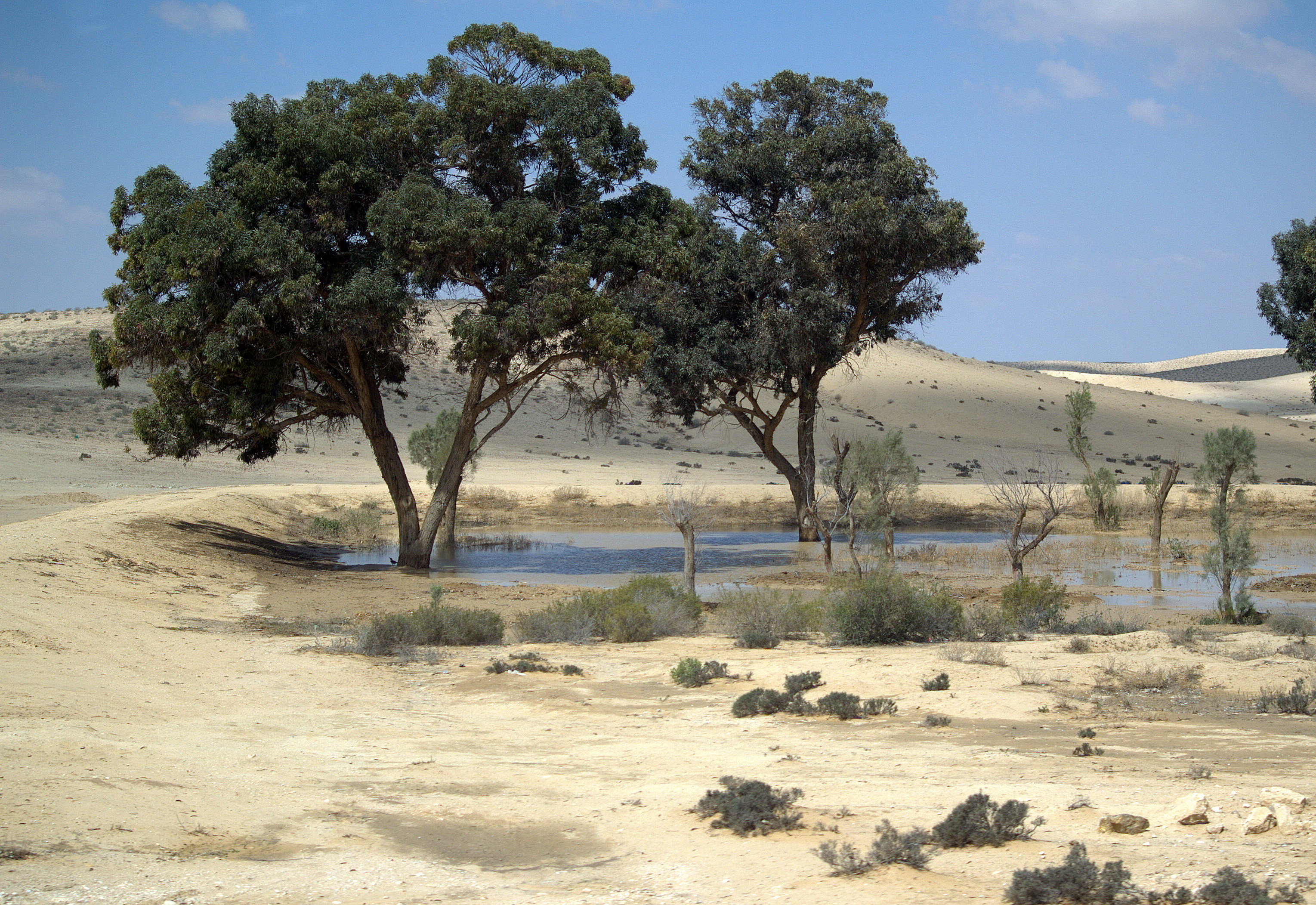
JNF 在内盖夫沙漠種植的树。人造沙丘，有助于保留雨水，建造一片绿洲。

JNF 参与一系列大规模的基础设施发展项目，為猶太人發展以色列。 1980 年代，JNF 发起了一个统称为「应许之地行动」的项目，以应对来自苏联和埃塞俄比亚犹太人的大规模移民潮。近年，JNF 再次將工作方向转向发展新市镇以容纳新的犹太移民，重点工作地區位於加利利和内盖夫地区，这两个地区是以色列两个犹太人口比例較低的地区。内盖夫沙漠占该国土地面积的 60%，但人烟稀少。 JNF 特别耗资 6 亿美元開展内盖夫藍圖計劃，旨在於内盖夫沙漠吸引資金投入建设，为 250,000 名新定居者建造基础设施。该计划已受到不少組織如布斯坦、保護内盖夫和猶太復興拉比與詩班長協會的密切关注，它們認為项目缺乏透明度，並可能對周邊的生态资源和贝都因人社群帶來潜在影响。    

## 国际筹款分部

### 美国

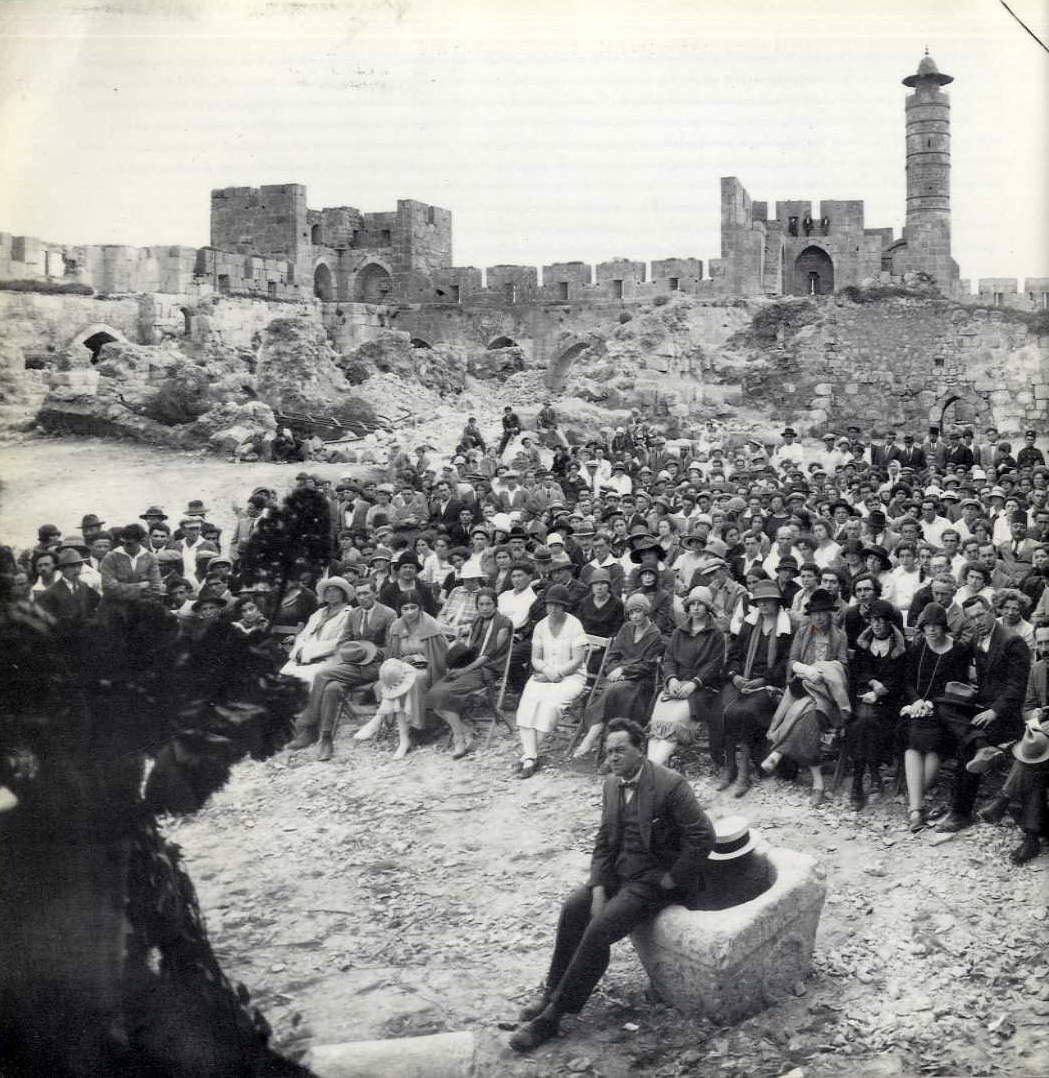
於大卫塔下舉行的籌款音乐会，1926 年

JNF 美国分部于 1926 年 1 月 26 日成立，是 JNF-KKL 的最大捐助來源。  1996 年，JNF-USA 遭指控资金管理不善。指控稱美国的捐款只有 21% 能送達以色列，而其他资金則被转移到拉丁美洲的 JNF 办事处。丑闻被揭後后，北美管理层被迫辞职。  JNF-USA 的免税地位在 2011 年受到挑战，因为 JNF-USA 违反了美国在种族和宗教歧视方面的公共政策。  2017 年 7 月，为了回应《<i id="mwASA">前進報》</i>的调查，纽约州总检察长办公室下令 JNF-USA 撤销向其首席执行官 Russell Robinson 及其首席財務官 Mitchel Rosenzweig 提供的两笔总额超过 500,000 美元的非法贷款。首席财务官米切尔·罗森茨威格。 （纽约州禁止慈善机构借贷給其職员。 ) JNF-USA 辩称 Robinson 和 Rosenzweig 不是法律意义上的職员，但总检察长辦公室不同意这一论点，两位高級管理人員同意偿还贷款余额。 

### 英国
在英国，JNF-UK（全名 JNF Charitable Trust ）成立于1939年並注册为慈善组织。  2005 年 10 月，以色列的 JNF-KKL 与英国分部分道扬镳，指责 JNF-UK「误导」公众。  JNF-KKL 声称，英国分部使用 KKL 的名義「为与 KKL 无关的事務」筹款。以色列 JNF-KKL 表示将在英国進行獨立的筹款活动。 JNF-UK 发起法律行动阻止 KKL 在英国使用「JNF」或「犹太國家基金」的名称。2008 年，在以色列出生的商人Samuel Hayek 接任 JNF-UK 主席，两个组织达成和解以色列 JNF-KKL 早前亦与美国 JNF-USA 終止类似的争端。
JNF-UK 的慈善地位越来越受挑戰。 自 JNF-UK 成立以来，英国首相一直願意成為 JNF-UK 的名誉赞助人。 2011 年，戴维·卡梅伦辞去 JNF-UK 名誉赞助人名銜。 据发言人称，卡梅伦表示 JNF-UK 是一个专门关注特定国家（即以色列）工作的组织。 尽管发言人保证卡梅伦的决定「完全与任何反以色列的运动无关」，但卡梅伦的决定被認为輕待。然而，活动人士声称卡梅伦的辞职是源于政治压力。 从那时起，JNF-UK 的名誉赞助人不再包括英国主要政党的领导人。英国议会的一项早期提案呼吁撤销 JNF 在英国的慈善地位，有 66名议员签署。   2012 年，绿党呼吁取消 JNF 的慈善地位。 

### 加拿大
六日战争结束后，JNF 加拿大分部筹集了大约 1500 万美元，于 1970 年资助建設一个占地 1700 英亩，名为「加拿大公园」的國家公园。该公园建在战争前三个巴勒斯坦人村庄的土地上，這些村莊被時任以色列國防軍參謀長伊扎克·拉宾命令將其摧毁。 从 2013 年左右开始，独立犹太人之声一直反对 JNF 加拿大的慈善地位，并于 2017 年向加拿大政府提出正式投诉，要求以歧视为由撤销 JNF 的慈善地位。 

## JNF 籌款箱

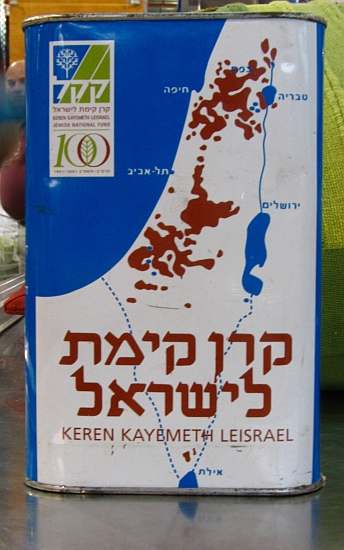
JNF 籌款箱

在JNF 創辦人约翰·克列門列斯基的倡议下，JNF 的蓝色籌款箱几乎从 JNF 成立之日起就開始分发出去。 这些藍盒子被收藏於许多犹太家庭中，成为錫安主义最為人熟悉的象征之一。有一首关于藍盒子的儿歌，由來自考那斯的女子中學校长 Yehoshua Frizman 博士创作。
一個來自加利西亚納德沃爾納亞，名為Haim Kleinman 的银行职员 ，將這個標有「Keren Le'umit」的藍盒子展示在他的办公室內，并鼓勵其他同事都这样做。第一批批量生产的盒子于 1904 年分发。 Kleinman 在 1930 年代访问了巴勒斯坦托管地并计划移居到當地，但在大屠杀中丧生。  JNF 領導人梅納赫姆·烏西什金写道：「孩子为救贖以色列土地而贡献或收集的硬币本身并不重要；重要的不是孩子给了 Keren Kayemeth 基金甚麼，重要的是基金给孩子一个适合他一生的立足点和崇高的目標。」 
藍盒子有各种形状和尺寸。有些是像紙做並折叠成像扁平状的信封，只能装少量硬币。美国有些早期的盒子是圆柱形的，有些德国盒子是用锡制成的，印成装订书的形状。 
以色列在 1983 年、1991 年和 1993 年为纪念 JNF 成立 90 周年发行了带有蓝盒子图像的邮票。 

## 争议

### 透明度
拉比人權呼召對 JNF 的资金去向不透明表示担憂，指出資金有可能用作資助西岸定居点项目。  JNF首席执行官后来承认，JNF 确实为定居点内的项目提供资金。  2014 年，拉比人權呼召首席執行官 Jill Jacobs 对 JNF 報税表进行审查，估计 JNF-USA 提供的 2,720 万美元捐款中约有 600,000 美元用于支持這些定居點。  2021 年，JNF 正式宣布會改变其政策，資助以色列在西岸的定居点 。 
以色列立法者曾试图容許国家审计长审查 JNF 的账目，以确定该组织的资金是否得到适当使用，但未成功。 

### 租赁政策争议

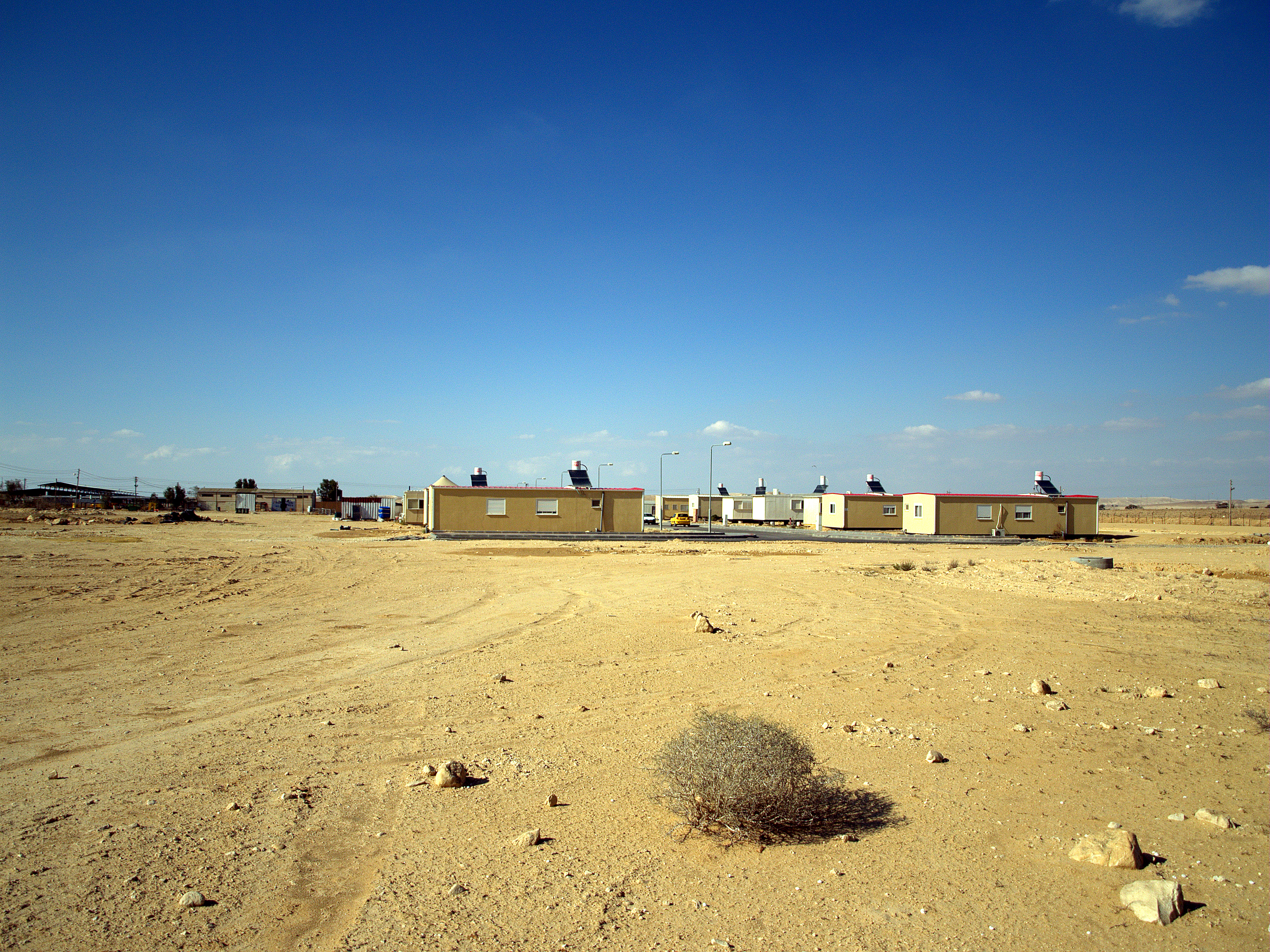
JNF 在其內蓋夫藍圖计划下建立的社区

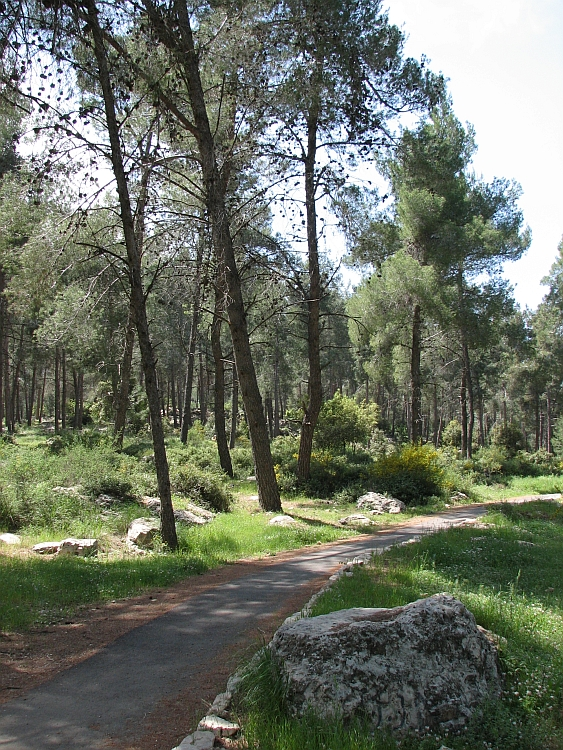
亞米拿達森林

JNF 规定只有犹太人才能购买、按揭或租赁 JNF 的土地。 JNF 租约第23条规定，承租人如违反此规定，须向 JNF 赔偿。  2004 年 10 月 13 日，以色列阿拉伯少数民族权利组织和法律中心阿達拉向最高法院提交了一份请愿书，题为「挑战禁止以色列阿拉伯公民在犹太民族基金土地上生活的禁令」。 不久后，以色列民权协会和Arab Center for Alternative Planning也向最高法院提交了一份请愿书，质疑 ILA 的政策具有歧视性。  JNF 于 12 月 9 日对这两份请愿书做出了回应：
2005 年 1 月 26 日，以色列总检察官Menachem Mazuz裁定，JNF 的租赁限制违反以色列的反歧视法，ILA 不能在其管理土地的营销和分配中歧视以色列的阿拉伯公民；这裁決既适用于政府土地，也适用于 JNF 的土地。然而，总检察长还裁定，每当一名非犹太公民赢得 JNF 土地的 ILA 投标时，ILA 将以等量的土地补偿 JNF ，使 JNF 可维持目前持有超过2,500,000杜纳亩（2,500平方公里）的土地，或以色列总土地的 13%。
基于 Mazuz 的裁决，当局发现自己面临着一个难题：一方面，作为一个「私人」组织， JNF 收到了来自以色列境外、专门用于犹太人利益的捐款；另一方面，国家和管理 JNF 土地的 ILA（国家机构）則禁止歧视非犹太人。 2005 年初，据报道 JNF 和以色列财政部试图起草一项新协议，将 JNF 与国家分开，从而允许其继续仅向犹太人出售土地的政策。 
2007 年 7 月，以色列议会批准了由 MK Uri Ariel （民族联盟/民族宗教党）提交的《犹太國家基金法案》初读，但该法案后来被撤销。该法案试图容許 JNF 拒绝向阿拉伯公民出租土地的政策，要求在《1960 年以色列土地管理法中》增加一项新条款，题为「犹太國家基金土地的管理」；该条款规定，无论其他裁决有任何矛盾，JNF 將土地租赁作犹太人定居点不构成歧视，且：「就每项法律而言，犹太國家基金的文件将根据犹太國家基金会创始人的判断、民族主义和錫安主义的角度来詮释。」 
2007 年 9 月，高等法院审理了阿達拉另一项请愿书，要求取消 ILA 的一個政策以及《投標的規範和責任》第 27 条，这些条款共同阻止阿拉伯公民参与 JNF 土地的投标。 高等法院同意将裁决推迟至少四个月，并达成了临时解决方案（遵循 Menachem Mazuz 在 2005 年提出的妥协），其中，虽然 JNF 不可再執行基于种族歧视的土地政策，但每当土地出售给非犹太人时，ILA 将用等量的土地补偿 JNF，从而确保以色列犹太人拥有的土地总數保持不变。 
前政府部长 Amnon Rubinstein 提交的另一份提案建议把 JNF 的土地和国有土地区分，例如所有透過专为犹太人利益的国外捐赠而 JNF 直接获得的土地（约900,000 dunam（900平方）   ) 将移交 JNF 直接管理；而 JNF 在 1950 年代从国家购买的、以前属于巴勒斯坦难民的财产（所谓的「失踪人员土地」或「不在地」，总计2,000,000 dunam（2,000平方）   ) 将恢复由国家控制。 Rubinstein 的意图是「避免通过种族主义立法[例如Ariel 法案]，令这些土地僅限犹太人利用」。然而，其他人並不認同為Ariel 法案是种族主义。 Rubinstein 的提议没有被采纳。
2007 年底，一项土地交换协议達成，允许 JNF 继续将其土地出租给犹太人。未来出售给非犹太人的 JNF 城鎮土地将包括一个自动交换机制：JNF 将土地转让给 ILA，获得地價以及内盖夫地区类似面積的土地作为交换。 

### 法律冲突
2011 年 12 月，JNF-USA 董事会成員 Seth Morrison 辞职，以抗议 JNF-KKL 的子公司 Himnuta 决定对居住在东耶路撒冷西尔万区的 Sumarin 家族展開驱逐程序。 在Sumarin 家族的個案，原主人 Musa Sumarin 的孩子在他去世后被宣布為不在地主，尽管当时还有其他家庭成员住在家里。 1991年，以色列政府采取措施将财产转让给JNF子公司。 就JNF的驱逐行動，拉比人权、谢赫贾拉团结运动和犹太组织Yachad聯合發起抗議活動，  导致 JNF 推迟驱逐程序。  JNF 亦曾在 1990 年代驱逐 Gozlan 家族。 

## 參看
- 耶路撒冷錫安主義主义中央档案馆。犹太國家基金收藏 (KKL1-KKL17)
- 以色列土地管理局
- 犹太國家基金生命之树奖
- 以色列的森林列表
- 以色列奖得獎者名单
- 巴勒斯坦犹太人殖民协会

## 外部連結
- 维基共享资源上的相關多媒體資源：犹太国家基金
- 官方网站  （英語）
- United States branch （页面存档备份，存于）
- JNF-USA （页面存档备份，存于） v. KKL-JNF in Israel
- Guide to the Jewish National Fund Records in the Hadassah Archives on Long-term Deposit （页面存档备份，存于） at the American Jewish Historical Society
- The Central Zionist Archives （页面存档备份，存于） in Jerusalem. Collections of the Jewish National Fund.
- Adalah's lawsuit against KKL-JNF
- Intelligent Giving profile of JNF Charitable Trust (UK) （页面存档备份，存于） - Note that JNF-CT (UK) is no longer affiliated with KKL-JNF
- Joel H. Golovensky and Ariel Gilboa, "Is This Land Still Our Land? （页面存档备份，存于） The Expropriation of Zionism" （页面存档备份，存于）, <i id="mwBHE">Azure</i> 36 (Spring 2009).
- Ameinu writes in opposition to JNF bill 2007
- Collection of Jewish National Fund posters （页面存档备份，存于）